# 好太王碑
座標: 北緯41度7分49.4秒 東経126度11分2.6秒 / 北緯41.130389度 東経126.184056度

好太王碑（広開土王碑）2023年6月撮影

好太王碑の付近にある太王陵

好太王碑（こうたいおうひ）は、高句麗の第19代の王である好太王（広開土王）の業績を称えた、現在の中華人民共和国吉林省通化市集安市に存在する石碑。広開土王碑（こうかいどおうひ、朝鮮語: 광개토왕비）とも呼ばれる。付近には陵墓とみられる将軍塚や太王陵もあり、合わせて広開土王陵碑（こうかいどおうりょうひ）という。世界遺産「高句麗前期の都城と古墳」の構成資産に含まれる。
4世紀末から5世紀初頭の朝鮮半島史や古代日朝関係史を知る上での貴重な一次史料である。

## 概要
この碑は、好太王の業績を称えるため子の長寿王が作成したもので、碑文によると「甲寅年九月廿九日乙酉」（西暦414年10月28日）に建てたとされる。1880年（光緒6年）に清国集安の農民により発見され、その翌年に関月山によって拓本が作成された。1961年には洞溝古墓群の一部として中華人民共和国の全国重点文物保護単位に指定された。
高さ約6.3メートル・幅約1.5メートルの角柱状の石碑で、その四面に計1802文字が漢文で刻まれている。そのうち約200字は風化等で判読不能となっており、欠損部の解釈については様々な説がある。元々は野ざらしであったが、20世紀に屋根が設けられ、21世紀に入ってからは劣化を防ぐために碑の周辺をガラスで囲むようになっている。
好太王碑の内容に、高句麗を中心とする朝鮮半島の秩序化の理念が示されており、永楽六年の好太王による百殘（＝百済）親征を正当化する理由として、その前文に「百殘・新羅はもとこれ属民にして、由来朝貢せり」と述べられているのがそれにあたり、百済・新羅はもと高句麗の朝貢国であったにもかかわらず、倭軍が侵略してこれらを臣民としたために、原状回復するということが百済親征の理由とされている。「属民」とか「朝貢」という表現はもともと中国王朝の政治理念を示すものであり、中国王朝は周辺諸民族に王化を及ぼしてこれを朝貢させ、その君主を冊封して、その領域内のものを属民化すると理念した。それをここでは中国の周辺国家の一つである高句麗が、自国を中心とする秩序形成を示す用語として使用しており、もともと中国王朝の冊封国であった高句麗が、中国王朝に似せた世界秩序をその理念とするようになったことが、そこに認められる。
好太王碑は「王」と「主」を書き分け、「王」は高句麗王に限定され、「主」は百済王を指し、しかも百済王は「殘主」（2回）、百済は「百殘」（3回）、「殘国」（1回）、「殘」（1回）などと記述されている。坂元義種は、「百済が高句麗と出身が同じだという伝承をふまえると、『百殘』は高句麗の漏れ残りとでもいう意味につかわれていた可能性がある」と指摘している。高句麗軍は「官軍」、新羅王は「寐錦」、その到来は「朝貢」と記され、ここに高句麗の小中華思想がうかがわれる。また、倭（大和王権）のことを指して「倭賊」（1回）、「倭寇」（2回）と記した箇所もある。
七支刀の時代について『日本書紀』は百済との関係を百済側が積極的に交渉を求めて来たのだと記述している。つまり、日本は百済に対してさほど関心がなかったということである。当時の百済は高句麗と激闘を繰り返し、高句麗王斯由を戦死に追い込むほど国力が盛んであり、372年には東晋から鎮東将軍・領楽浪太守の地位を与えられ、高句麗領の「楽浪」を支配する名目的な地位を獲得した。当時の百済は南方の任那にさして関心はなく、倭との関係を求めたのは、この任那に勢力を伸ばして来ている倭に関心をもったからであろう。関心はやがて積極的に倭軍を利用しようとする動きに変わるが、その状況を物語るのが好太王碑である。好太王の主要な敵は日本（倭）であり、しかも繰り返し倭軍を攻撃している。倭がはるか平壌近くまで出兵する理由は百済の介在によって明らかとなり、百済の求めに応じて倭は派兵し、高句麗はそのため倭軍と戦わざるを得なかった。百済の救援要請は当然のことながら倭王の地位を高めることになり、それが倭の五王の「都督百済諸軍事」（百済を軍事的に支配する権限）の背景となる。好太王碑に好太王が新羅の要請を入れて倭軍と戦った記事もあり、倭の五王が称号に新羅における軍事支配権（「都督新羅諸軍事」）を主張する背景がここにある。しかも、新羅は高句麗の勢力を背景にして倭の勢力を排除するが、高句麗の勢力下に組み込まれたために、今度はこの高句麗を排除するため、倭の軍事力に依存しようとしたとも伝えられている。それがますます倭王の新羅に対する優位性、つまりは「都督新羅諸軍事」の主張の背景となった。「秦韓」は辰韓で新羅の母体であり、「慕韓」は馬韓で百済の母体である。これらの地域を新羅や百済が完全に制圧するまでは新羅や百済に支配されることを望まない勢力があり、これらは倭に依存し、それが倭王の「都督秦韓・慕韓諸軍事」の背景となった。「任那」はかつての弁韓であり、新羅や百済には属さず、倭の勢力に依存し、独立的な様相を呈していた。「都督任那諸軍事」はこの任那に対する倭王の軍事支配権の主張である。その後、「都督諸軍事」に「加羅」が加号されるが、『南斉書』に建元元年（479年）加羅国王が独自に南斉に朝貢し、その王（荷知王）が「輔国将軍・加羅国王（または本国王）」に封冊されることと関係がある。つまり、高霊加羅の独立的な動きを背景にした称号追加だった。
1906年に白鳥庫吉と日本海軍が、好太王碑を日本へ搬出しようと計画したことがあるが、好太王碑が「大なる故運搬の困難にして又字面損傷の恐ありし爲め、中止」した。
好太王碑の存在を『日本書紀』編者が知らなかったのは当然のこととしても、高麗王朝もその存在を知らなかったかにみえ、高麗王朝代に成立した『三国史記』もその存在にふれていない。好太王碑を知らなかった『三国史記』ではあるが、高句麗、百済、新羅のそれぞれの本紀に関連記事をみることはできる。好太王碑の最大の問題点は当時の高句麗の最大関心事であるはずの後燕との関係がまったく記されていない点にあり、その理由は好太王碑が好太王の功績を顕彰するために建立されたことにあり、高句麗の敗北や屈辱的な服属は記述の対象外だったことによる。『梁書』高句麗伝は、後燕の慕容垂の死後、即位した慕容宝は「句驪王安（好太王）を以て平州牧と為し、遼東・帯方二国王に封ず。安始めて長史・司馬・參軍官を置く」と記している。好太王碑に太子が「世子」と記されているのは、好太王が後燕の封冊を受けていたことに関係がある。もちろん、好太王碑には後燕による封冊記事はない。しかし吉田孝は好太王碑建立の目的は王陵の守墓人330戸と、守墓人の売買禁止など禁令と罰則を記すことであって、守墓人の大部分が韓などから徴発されたことから王の武勲を記しているのであり、王の武勲を称えることが目的ではない。後燕に勝ったこともあるのにその記事がないのは守墓人の由来と関係がないためだとしている（後述）。
好太王碑が再び歴史の檜舞台に登場するに至ったのは、日本人の手による。この拓本を日本に持ち帰ったのは軍人の酒匂景信であり、研究に着手したのは参謀本部だった。好太王碑の研究がとみに活発になったのは、1970年代の李進熙の過激な発言が呼び水となった。その要点は、酒匂景信は、実は碑文そのものの拓本ではなく「すり替えた拓本」を紹介し、その後に参謀本部は酒匂景信の「すり替え」を隠蔽するため碑文に石灰を塗布したという説であり、これを批判する形で進行した。

## 呼称
「好太王碑」は「広開土王碑」とも呼称され、同じものである。古くは「高句麗碑」とか「高句麗古碑」、さらには「東扶餘永楽太王碑」とか「高句麗第十九世広開土王墓碑」などと呼称は様々だったが、やがて「好太王碑」あるいは「広開土王碑」に落ち着いた。「好太王碑」の名の由来は、碑文のなかに4箇所にわたって「国岡上広開土境平安好太王」と、その名がみえることによる。「広開土王碑」の名は朝鮮史料『三国史記』にこの王を「広開土王」の名で伝え、碑文にもその名がみえることに由来する。「広開土王」は高句麗の境域を拡大した王であり、「好太王」は優れた王のなかの王の意で、「太王」はおそらく「大王」よりも格上に位置づけられた尊称であり、「好」は「太王」をさらに高めたもので、「好太王」は「大太王」の意とみられる。

## 日本と拓本
1884年（明治17年）1月、情報将校として実地調査をしていた陸軍砲兵大尉の酒匂景信が参謀本部に持ち帰った資料に、好太王碑の拓本が含まれていた（「酒匂本」）。その後、参謀本部で解読に当たったのは文官である青江秀と横井忠直であり、倭の五王以前の古代日本を知る重要史料とわかったため、漢文学者の川田甕江・丸山作楽・井上頼圀らの考証を経て、1888年（明治21年）末に酒匂の名により拓本は宮内省へ献上された。

## 碑文

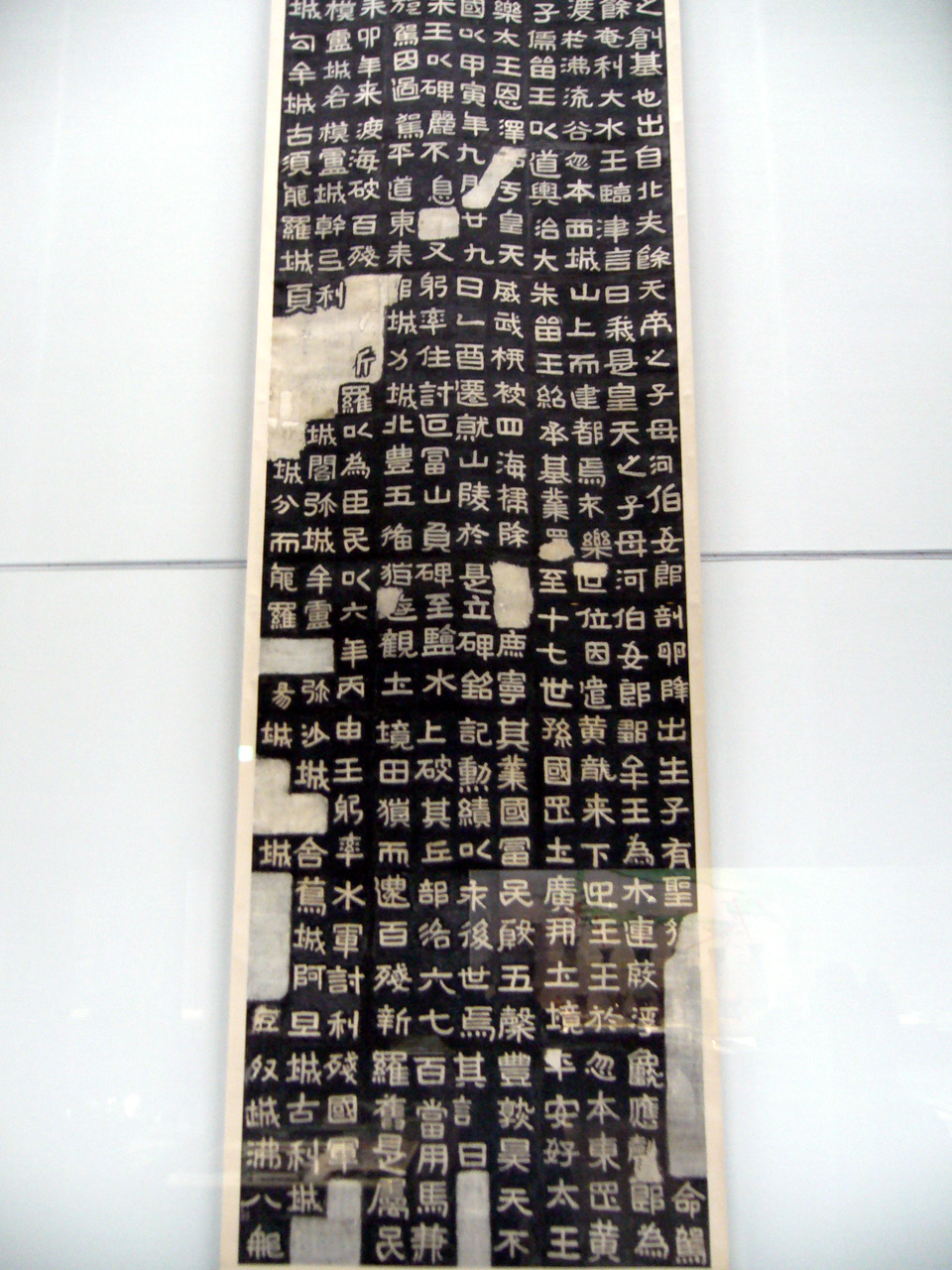
碑文の墨水廓填本 1882年頃作成、東京国立博物館蔵

東アジアの情勢は3世紀から4世紀に大きくかわった。中国大陸では南北朝が対立し、朝鮮半島でも高句麗・新羅・百済の三国が並びたった。この間、中国の史書には倭の記述がないが、おそらく4世紀前半までにヤマト政権の国土統一が行われ、後半には朝鮮半島南部へ進出したのだろうと考えられる。この事実を示すのが『好太王碑』の倭兵の朝鮮進出記事であり、4世紀末から朝鮮半島へ倭兵が進出し、高句麗軍と交戦したのである。
碑文は三段から構成され、一段目は朱蒙による高句麗の開国伝承・建碑の由来、二段目に好太王の業績、三段目に好太王の墓を守る「守墓人烟戸」の規定が記されている。三段目はあまり注目されないが、吉田孝は三段目こそが石碑建立の最大の目的であったと主張している。
そのうち、倭に関する記述としては、いわゆる辛卯年条（後述）の他に、以下がある。
- 399年、百済は先年の誓いを破って倭と和通した。そこで王は百済を討つため平壌に出向いた。ちょうどそのとき新羅からの使いが「多くの倭人が新羅に侵入し、王を倭の臣下としたので高句麗王の救援をお願いしたい」と願い出たので、大王は救援することにした。
- 400年、5万の大軍を派遣して新羅を救援した。新羅王都にいっぱいいた倭軍が退却したので、これを追って任那・加羅に迫った。ところが安羅軍などが逆をついて、新羅の王都を占領した[10]。
- 404年、倭が帯方地方（現在の黄海道地方）に侵入してきたので、これを討って大敗させた[11]。

碑文では好太王の即位を辛卯年（391年）とするなど、干支年が後世の文献資料（『三国史記』『三国遺事』では壬辰年（392年）とする）の紀年との間に1年のずれがある。また、『三国史記』の新羅紀では、「実聖王元年（402年）に倭国と通好す。奈勿王子未斯欣を質となす」と新羅が倭へ人質を送っていた記録等があり、他の史料と碑文の内容がほぼ一致しているところが見られる。
この碑文からは、好太王の時代に永楽という元号が用いられたことが確認された。
碑文では、高句麗と隣接する国・民族はほぼ一度しか出てこず、遠く離れた倭が何度も出てくることから、倭国と高句麗の「17年戦争」と称する研究者も存在している。その一方で、韓国などには高句麗が百済征伐のために倭を「トリックスター」として用いただけであると主張する研究者も存在している。一方、李成市は、倭は好太王の勲績を飾るトリックスターであるとの説も碑文の文脈と構文の巧みさを評価する余りに唱えられたひとつの「倭の過小評価」説である側面があることを指摘している。
倭の古代朝鮮半島における戦闘等の活動は、日本の史書『古事記』『日本書紀』『風土記』『万葉集』、朝鮮の史書『三国史記』『三国遺事』、中国側の史書『宋書』においても記録されている。また、2011年に発見された職貢図新羅題記にも「或屬倭（或る時は倭に属していた）」という記述があり、議論を呼ぶだろうとした。

## 辛卯年条
碑文のうち、欠損により判読できない記述のある二段目の部分（「百殘新羅舊是屬民由来朝貢而倭以耒卯年来渡[海]破百殘■■新羅以爲臣民」）の解釈がしばしば議論の対象となっている。
中国では歴史学者耿鐵華などの見解で、[海]の偏旁がはみ出し過ぎて他の字体とつり合いが取れていない事から、実際は[毎]ではないかとする意見もある。

### 大日本帝国陸軍による碑文改竄説とその破綻

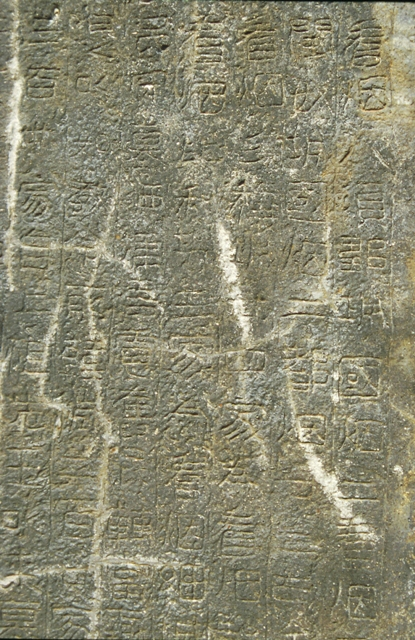
碑文の一部

辛卯年条に関しては、酒匂本を研究対象にした日本在住の韓国・朝鮮人考古学、歴史学者の李進熙が、1970年代に大日本帝国陸軍による改竄・捏造説を唱えた。李進熙の説は、5世紀の朝鮮半島に倭（日本）が権益を有していたように捏造するために、酒匂景信が拓本を採取する際に碑面に石灰を塗布して倭・任那関係の文章の改竄をおこなったとするものである。その主張は、「而るに」以降の「倭」や「来渡海」の文字が、5世紀の倭の朝鮮半島進出の根拠とするために日本軍によって改竄されたものであり、本来は
と記されており、「破百殘」の主語を高句麗とみなして、倭が朝鮮半島に渡って百済・新羅を平らげた話ではなく、あくまでも高句麗が百済・新羅を再び支配下に置いた、とするものであった。
しかし、百済などを破った主体が高句麗であるとすると、かつて朝貢していた百済・新羅が朝貢しなくなった理由が述べられていないままに再び破ることになるという疑問や、倭寇を破ったとする記述が中国の正史、『三国史記』、日本の『日本書紀』などの記述（高句麗が日本海を渡ったことはない）とも矛盾が生じる。高句麗が不利となる状況を強調した上で永楽6年以降の好太王の華々しい活躍を記す、という碑文の文章全体の構成から、該当の辛卯年条は続く永楽六年条の前置文であって、主語が高句麗になることはありえない、との反論が示された。
好太王碑の内容の分析結果を後述の比較表にすると、一目瞭然であるのは、好太王の親征は「王躬率」、部下を派遣する場合は「教遣」と記され、戦う主体が省略される例はない。もちろん、戦闘記事に主語を「高句麗」とするような曖昧な記述はない。坂元義種は、辛卯年記事は永楽六年の好太王親征の征討理由として挙げられたものであるため、「而倭以耒卯年來渡■破百殘■■新羅以為臣民」の「渡■破」の主語は日本で従来唱えられたとおり「倭」と考えざるを得ない、「この箇所の『海』は現在見ることのできる原石拓本では、金子鴎亭拓本にかろうじてその残映がうかがえ、また、武田幸男『広開土王碑原石拓本集成』所載の原色写真に同様の痕跡を見ることができるように思う。なお、碑文の文脈から見れば、『海』以外の文字は考えられない」とする。現在、好太王碑は中国領内にあることもあって、中国の研究者によっても研究が進められており、成果は王健群『好太王碑の研究』（雄渾社、1984年）にまとめられているが、辛卯年記事の問題点である「而倭以耒卯年來渡■破百殘■■新羅以為臣民」の「渡■破」の箇所は「渡海破」と釈字している。
ほかにもこの説に対しては井上光貞、古田武彦、田中卓、上田正昭らからも反論が示された。1974年（昭和49年）に上田が北京で入手した石灰塗布以前の拓本では、改竄の跡はなかった。1985年には古田らによる現地調査が行われ「碑文に意図的な改ざんは認められない」と結論付けた。
その後、中国の吉林省文物考古学研究所は現地で実際に拓本取りを専門としていた拓工達とその子孫の証言を収集し、中国人の拓工達が好太王碑の表面に石灰を塗布して拓本取りをおこなっていた事実を確認した。しかし、酒匂景信による石灰の塗布の証拠は発見されなかった。さらに、李進熙が酒匂景信による捏造文書と断定した文面（例えば「倭以辛卯年来渡海破」など）が現存する好太王碑の表面からも読み取れることが確認された。これらの研究結果は文物考古学研究所長の王健群により発表され、1984年（昭和59年）に日本語訳も出版された。さらに、2005年（平成17年）6月23日に酒匂景信本以前に作成された墨本が中国で発見され、その内容は酒匂景信本と同一であると確認された。さらに2006年（平成18年）4月には中国社会科学院の徐建新により、1881年（明治14年）に作成された現存最古の拓本と酒匂景信本とが完全に一致していることが発表され、これにより李進熙の改竄・捏造説は完全に否定され、その成果は『好太王碑拓本の研究』として出版された。
東北大学名誉教授の関晃は「一介の砲兵中尉にそのような学力があったとはとうてい考えられないし、また酒匂中尉は特務機関として行動していたのであるから、そのような人目を惹くようなことができるはずもない」と述べ、改竄・捏造説を否定している。
なお、この説が唱えられる以前の1963年（昭和38年）、北朝鮮内で碑文の改竄論争が起き、同国の調査団が現地で調査を実施した結果、改竄とは言えないという結論を出した。

### 好太王碑文第二段の編年記事内容比較表
| 史料 | 紀年            | 干支 | 対象     | 征討理由    | 戦闘方法＝王躬率 | 戦闘方法＝教遣 | 戦闘経過 | 戦果＝具体的 | 戦果＝抽象的 | 帰還 |
| ---- | --------------- | ---- | -------- | ----------- | ---------------- | -------------- | -------- | ------------ | ------------ | ---- |
| A    | 永楽五年        | 乙未 | 稗麗     | 〇          | 〇               |                | 〇       | 〇           |              | 〇   |
| B    | (391)           | 辛卯 |          |             |                  |                |          |              |              |      |
| C    | 永楽六年(396)   | 丙申 | 百殘     | 史料B       | 〇               |                | 〇       | 〇           | 〇           | 〇   |
| D    | 永楽八年(398)   | 戊戌 | 帛慎土谷 |             |                  | 〇             |          | 〇           |              |      |
| E    | 永楽九年(399)   | 己亥 |          |             |                  |                |          |              |              |      |
| F    | 永楽十年(400)   | 庚子 | 倭       | 史料E       |                  | 〇             | 〇       | 〇           |              |      |
| G    | 永楽十四年(404) | 甲辰 | 倭       | 〇          | ?                | ?              | 〇       |              | 〇           |      |
| H    | 永楽十七年(407) | 丁未 | （倭）   | 史料Gの継続 |                  | 〇             | 〇       | 〇           |              |      |
| I    | 永楽二十年(410) | 庚戌 | 東夫余   | 〇          | 〇               |                | 〇       | 〇           |              | 〇   |

## その他

### 集安高句麗碑
2012年7月吉林省集安市麻線県にある麻線河の川辺において、広開土王碑と同じ時期と推定される高句麗の石碑が発見された。

### 大阪経済法科大学のレプリカ
大阪経済法科大学の花岡キャンパス敷地内にレプリカが建立されている。1999年に朝鮮社会科学院の好意でレプリカ建立が成ったとされる。
2020年に撤去された。